# Броун, Томас
Томас Броун или Браун (1838—1919) — новозеландский энтомолог, коллекционер, солдат, фермер и учитель шотландского происхождения. Описал несколько тысяч видов жуков, открыл чуть менее тысячи. Внёс, возможно, наибольший в истории новозеландской колеоптерологии вклад в изучение энтомофауны жуков этого островного государства. Кавалер Ордена Почётного Легиона (1916).

## Биография
Родился в семье солдата Джона Брауна и его жены Маргарет Стюарт. Его отец и дядя были натуралистами. С ранних лет заинтересовался естественной историей (особенно жизнью насекомых), а также садоводством и Томас. Образование он получил у частного наставника в Эдинбурге.
Во время Крымской войны служил в армии. Его подразделение было направлено в Бирму. Бриллиантовый окрас местных жуков привлёк внимание Томаса и он начал собирать коллекцию для Британского музея. Однако дальнейшие военные действия в Индии поставили крест на этой затее. За Калькутскую кампанию Томас получил медаль. В 1861 Броун чуть не умер от холеры и в 1862 году вышел в отставку по инвалидности.
В 1863 он женился на хорошо образованной женщине и в том же году пара эмигрировала в Новую Зеландию. Там Томас некоторое время служил в армии офицером, за что в 1916 получил Военную медаль, доказав, что был под огнём. После отставки занялся фермерством. Вскоре, однако, разгорелся скандал с его участием. Обвинения в финансовых злоупотреблениях привели к отзыву королевского земельного гранта. В 1867 Томас был объявлен банкротом.
В 1876—1888 работал учителем, активно коллекционируя жуков по ночам. Иногда для обработки материалов он использовал своих дочерей. С 1880 вышло 6 томов его Manual of the New Zealand Coleoptera, затем новые описания жуков публиковались в трудах научных обществ.
С 1894 работал в Департаменте сельского хозяйства и инспектором.
К концу своей жизни Томас Броун был одним из крупнейших мировых авторитетов-колеоптерологов. Его работы продолжали выходить еще некоторое время после смерти.
Броуна пережили жена Анна (ум. 1923) и шесть дочерей.